# غار حسن زنبری
اشکفت حسن زنبری مربوط به دوران پیش از تاریخ ایران باستان - دوره ایلخانی است و در شهرستان فارسان، بخش مرکزی، دهستان میزدج سفلی، ۴/۷ کیلومتری شمال غرب روستای گوجان، انتهای دره حسن زندی واقع شده و این اثر در تاریخ ۲۷ اسفند ۱۳۸۷ با شمارهٔ ثبت ۲۶۵۵۵ به‌عنوان یکی از آثار ملی ایران به ثبت رسیده است.